# HMS Hanö (M51)
HMS Hanö (M51) var en minsvepare av Hanö-klass i svenska flottan. Hon var den första i en serie av sex fartyg som kom att tillverkas och gav namn åt Hanö-klassen. Hanö tjänstgjorde 1955–1976 som stödfartyg för fisket vid Island och från 1962 även vid Nordsjöfisket i Shetland under några år. Åren 1976–1982 var hon stabs- och lagfartyg vid 61 minröjningsflottiljen. Under 1977 hade hon sin hemmahamn vid Nya Varvet, Göteborg. Hon utrangerades och såldes 1982, och såldes därefter vidare för skrotning 1986. I september 1993 låg hon delvis upphuggen med endast skrovet intakt i Svindersviken, Nacka. Skrovet användes 2002 som pråm i Stockholmsområdet.

## Galleri

HMS Hanös vapen.
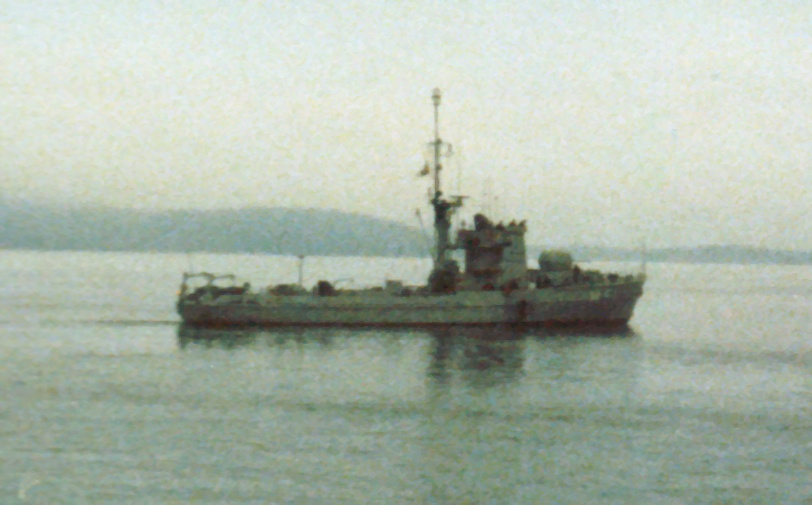
HMS Hanö 1977.
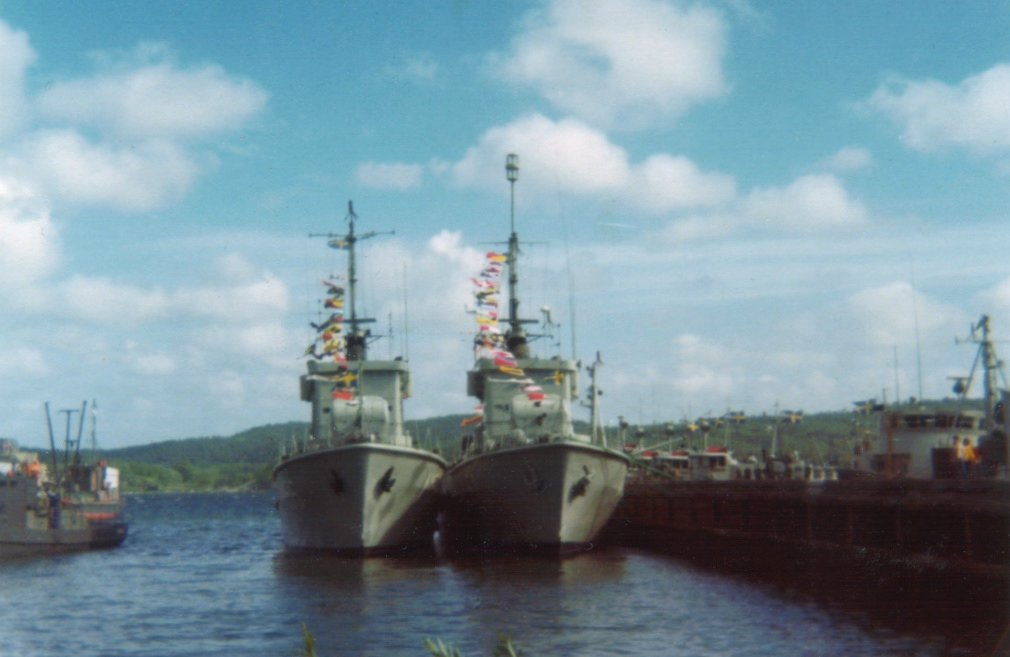
HMS Utö och HMS Hanö till höger.